# Elecciones generales de Costa Rica de 1978
Las elecciones presidenciales costarricenses de 1978 se realizaron el domingo 5 de febrero. Rodrigo Carazo, exsecretario general del Partido Liberación Nacional deja ese partido y forma el partido socialista Renovación Democrática que se une con los principales partidos de la oposición; Unión Popular, Partido Republicano Calderonista y Partido Demócrata Cristiano en la Coalición Unidad, la cual logra impedir un tercer mandato consecutivo del PLN.
Otros candidatos fueron Rodrigo Gutiérrez de la coalición izquierdista Pueblo Unido, Guillermo Villalobos Arce del conservador Partido Unificación Nacional, Carlos Coronado del Partido Organización Socialista de los Trabajadores, Jorge González Martén del derechista Partido Nacional Independiente, Gerardo Villalobos del Partido Independiente y Rodrigo Cordero del Partido Demócrata. Resultó vencedor Carazo con 50% de los votos sobre Monge que tuvo 43%.

## Primarias

### Partido Liberación Nacional
En las filas liberacionistas venció Luis Alberto Monge a Hernán Garrón Salazar en la Convención Nacional Liberacionista de 1977, siendo la primera vez que el Partido Liberación Nacional realizó una convención o primaria abierta en donde podían votar todos los ciudadanos. Originalmente el expresidente y líder histórico del partido, José Figueres Ferrer, quiso aspirar a la presidencia, sin embargo una reforma constitucional había eliminado la reelección (la cual no se restablecería hasta el 2005 por disposición de la Sala IV).
La Convención Nacional Liberacionista de 1977 fue un proceso mediante el cual los liberacionistas escogieron por primera vez en su historia en elecciones primarias abiertas a todos los ciudadanos al candidato presidencial. En estas se impuso Luis Alberto Monge Álvarez sobre Hernán Garrón Salazar convirtiéndose en candidato oficialista, ya que en ese momento se encontraba en el poder Daniel Oduber Quirós del PLN. Monge sería derrotado por el candidato de la oposición unida Rodrigo Carazo Odio de la Coalición Unidad en las elecciones presidenciales de Costa Rica de 1978.
Inicialmente el expresidente José Figueres Ferrer quiso ser candidato a la reelección, sin embargo, la constitución vigente prohibía tal cosa. Figueres presentó una reforma constitucional en la corriente legislativa pero esta requería 38 votos de 57 diputados (mayoría calificada) para modificar la Constitución y obtuvo 49 votos en contra, incluyendo el voto de 22 diputados liberacionistas.
Tras renunciar a sus aspiraciones pronunciando un amargo discurso en que denotaba la decepción por el poco apoyo que le habían dado, su lugar fue tomado por Luis Alberto Monge, entonces secretario general del PLN. Se criticó el hecho de que fuera simultáneamente secretario general y precandidato ya que su posición le permitía tener un control enorme sobre la estructura del partido y la selección de miembros de mesa y otros colaboradores.
La elección se llevó a cabo el 13 de marzo, el mismo día que las primarias de la oposición.
|  | 71 % |

|  | 28 % |

### Coalición Unidad
La Convención Nacional de la Coalición Unidad de 1977 se realizó entre dos precandidatos y seis partidos políticos. Los contendores fueron Rodrigo Carazo Odio apoyado por los partidos Renovación Democrática (fundado por él mismo), Unión Popular (fundado por el expresidente José Joaquín Trejos) y Demócrata Cristiano (liderado por el médico Jorge Arturo Monge Zamora) y Miguel Barzuna Sauma apoyado por los partidos Republicano Calderonista (liderado por Rafael Ángel Calderón Fournier), Unión Nacional (liderado por el expresidente Mario Echandi) y Nacional Independiente (liderado por Jorge González Martén). Gana Carazo por estrecho margen y a raíz de desacuerdos en la elección de candidatos parlamentarios y municipales, se retiran de la coalición Mario Echandi y González Martén, aunque su retiro tendría nulo efecto electoral y prácticamente no afectaría a Carazo.
La Convención Nacional de la Coalición Unidad fue un proceso electoral primario realizado el 13 de marzo de 1977 mediante el cual los partidos que integraban dicha coalición electoral escogieron a su candidato presidencial. 
Se postularon dos precandidatos; el exliberacionista Rodrigo Carazo Odio junto a Rodrigo Altmann Ortiz y José Miguel Alfaro Rodríguez como candidatos a vicepresidentes y el empresario Miguel Barzuna Sauma junto a Álvaro Aguilar Peralta (figura que provenía del calderonismo) y Fernando Lara Bustamante (excanciller y miembro del histórico Partido Unión Nacional). Barzuna tenía además el apoyo del expresidente Mario Echandi del PUN, de Rafael Ángel Calderón Fournier (líder del Partido Republicano Calderonista e hijo del expresidente Calderón Guardia) y del empresario Jorge González Martén líder del PNI.
Así Carazo tenía el apoyo de los partidos Renovación Democrática (fundado por él mismo), Demócrata Cristiano y Unión Popular (del expresidente José Joaquín Trejos) los cuales tenían posturas más progresistas y tendientes al centroizquierda dentro de la Unidad, mientras Barzuna era respaldado por los partidos derechistas Unión Nacional, Nacional Independiente y Republicano Calderonista. 
Para esta fecha Renovación Democrática había incrementado su bancada de tres diputados a siete gracias a la deserción de tres diputados del Partido Unión Nacional y uno de Unificación.
Sobre su candidatura, Barzuna afirmó:

No busqué la precandidatura; me la ofrecieron. No soy ni he sido capitalista; represento a los hombres de trabajo. Tengo el absoluto apoyo del expresidente Trejos Fernández y de todo el calderonismo.
Eugenio Rodríguez Vega Costa Rica en el siglo veinte

No obstante posteriormente Trejos afirmó que él se mantenía neutral en el proceso y que apoyaría a quien ganara, a diferencia de Echandi que era incondicional de Barzuna.
La convención es ganada por Carazo por estrecho margen (66,547 votos contra 60,532 de Barzuna) lo que no subsanó las tensiones entre tendencias. Tras desavenencias por parte de la tendencia de Barzuna en la elección de candidatos a diputados y puestos municipales, Barzuna se retira de la coalición junto a Echandi, Martén y los partidos PUN y PNI. Calderón Fournier y su partido se mantienen en la Unidad y continúan su respaldo a la candidatura de Carazo (luego Calderón sería canciller en la administración Carazo) así como tenía el respaldo del médico Fernando Trejos Escalante que fue candidato del Partido Unificación Nacional en la elección anterior quedando en segundo lugar.
Martén presentará su candidatura propia con el respaldo de Echandi, pero solo logra el 0.5% de los votos y es el candidato menos votado, incluso por debajo del candidato marxista Rodrigo Gutiérrez Sáenz.
Carazo vence a Luis Alberto Monge Álvarez, candidato del Partido Liberación Nacional, en las elecciones presidenciales de 1978.
|  | 37 % |

|  | 34 % |

## Campaña
Según Eugenio Rodríguez Vega gradualmente los electores fueron decantándose por dos opciones principales; Liberación Nacional o la Unidad. Guillermo Villalobos Arce, candidato del Partido Unificación Nacional (hasta entonces primera fuerza de oposición) trató de presentarse a sí mismo como la verdadera candidatura de oposición acusando a Carazo de ser liberacionista. Sin embargo la elección gradualmente se polarizó entre Carazo y Monge. El excandidato presidencial de Unificación en las elecciones anteriores, Fernando Trejos Escalante (primo de José Joaquín Trejos) respaldó a Carazo.
Monge tendría pleno apoyo de su partido, e incluso José Figueres aparecería en las plazas públicas a su lado. El Tribunal Supremo de Elecciones tuvo que llamar la atención al gobierno central y a varias instituciones autónomas por presunta beligerancia política y propaganda a favor del candidato oficialista. Además la Contraloría General de la República le retuvo al Partido Unificación Nacional unos 600 millones de colones de deuda política (financiamiento estatal que paga el Estado a los partidos según su desempeño en la elección previa) por falta de respaldos documentales lo que agravó aún más la ya crítica situación del partido que estaba sufriendo una pérdida importante de partidarios que transfugaban a las tiendas caracistas.
El médico Rodrigo Alberto Gutiérrez Sáenz sería candidato de la izquierda mediante la coalición Pueblo Unido. Esta fue la primera vez que la izquierda fue capaz de participar legalmente desde su ilegalización en 1948 gracias a las gestiones realizadas por la administración de Daniel Oduber quien presentó un proyecto de reforma constitucional en la Asamblea Legislativa para eliminar la prohibición que ésta establecía de inscribir partidos comunistas. Aun cuando la izquierda había logrado burlar, con cierta tolerancia de parte del sistema, esa norma inscribiendo partidos socialistas que no eran oficialmente marxistas (como el PASO y el PSC) esta fue la primera vez que se permitió la reinscripción formal del histórico partido comunista Vanguardia Popular. Vanguardia se uniría al Partido Socialista Costarricense y el Movimiento Revolucionario del Pueblo y conformarían la coalición Pueblo Unido mediante la cual Gutiérrez sería candidato obteniendo 2% de los votos y 3 diputados (un porcentaje normal para la izquierda post-48).
Gerardo Wenceslao Villalobos repitió candidatura pero por un partido distinto, había sido candidato en 1974 por el Partido Demócrata y ahora lo era por el Independiente. "G.W." como se le conocía era un personaje excéntrico que acercó multitudes por sus prácticas populistas en campaña y su partido incluso logró un diputado en las elecciones anteriores, pero según Oconitrillo, para 1978 el hecho de que disparara contra la casa de Robert Vesco y que sus excentricidades habían dejado de ser originales, hizo que perdiera mucho respaldo y recibió un apoyo electoral exiguo.
La otrora primera fuerza de oposición, Unificación Nacional y su candidato Guillermo Villalobos Arce quedaron enterrados relegándose al cuarto lugar y el 1% de los votos y no obtuvo asientos en el Congreso. La candidatura de González Martén a pesar de tener el apoyo de Echandi no corrió con mejor suerte obteniendo menos del 1% y también sin diputados. Las elecciones las ganaría Carazo con más del 50% de los votos.

## Partidos y coaliciones participantes
| Partido/Coalición | Partido/Coalición | Ideología                                                          | Posición          |
| ----------------- | --- | ------------------------------------------------------------------ | ----------------- |
|                   | Coalición Unidad | Democracia cristiana Liberalismo Calderonismo Socialismo cristiano | Centroderecha     |
|                   | Partido Liberación Nacional | Socialdemocracia Liberacionismo                                    | Centroizquierda   |
|                   | Pueblo Unido | Socialismo Marxismo-leninismo Trotskismo                           | Izquierda         |
|                   | Partido Unificación Nacional | Liberalismo                                                        | Derecha           |
|                   | Frente Popular Costarricense | Maoísmo                                                            | Extrema izquierda |
|                   | Partido Unión Agrícola Cartaginés | Agrarismo Localismo                                                | Centroizquierda   |
|                   | Otros: Unión Republicana, Nacional Independiente, Independiente, Organización Socialista de los Trabajadores, Demócrata, Auténtico Limonense, Concordia Costarricense, Auténtico Puntarenense, Laborista Nacional |                                                                    |                   |

## Presidente y Vicepresidentes

### Resultado general
|  | 50.51 % |

|  | 43.83 % |

|  | 2.74 % |

|  | 1.64 % |

|  | 0.46 % |

|  | 0.40 % |

|  | 0.22 % |

|  | 0.19 % |

|  | 96.63 % |

|  | 0.62 % |

|  | 2.75 % |

|  | 100.00 % |

|  | 81.26 % |

### Por provincia
| Provincia  | Carazo (CU) | Carazo (CU) | Monge (PLN) | Monge (PLN) | Gutiérrez (PU) | Gutiérrez (PU) | Villalobos (UN) | Villalobos (UN) | Villalobos (PI) | Villalobos (PI) | González (PNI) | González (PNI) | Coronado (OST) | Coronado (OST) | Cordero (PD) | Cordero (PD) |      |
| Provincia  | Votos       | %           | Votos       | %           | Votos          | %              | Votos           | %               | Votos           | %               | Votos          | %              | Votos          | %              | Votos        | %            |      |
| ---------- | ----------- | ----------- | ----------- | ----------- | -------------- | -------------- | --------------- | --------------- | --------------- | --------------- | -------------- | -------------- | -------------- | -------------- | ------------ | ------------ | ---- |
| Provincia  | Alajuela    | 75.074      | 50,64       | 67.708      | 45,68          | 2.316          | 1,56            | 1.724           | 1,16            | 547             | 0,37           | 436            | 0,29           | 216            | 0,15         | 217          | 0,15 |
| Cartago    | 41.772      | 47,13       | 41.933      | 47,31       | 1.797          | 2,03           | 542             | 1,87            | 542             | 0,61            | 489            | 0,55           | 177            | 0,20           | 263          | 0,30         |      |
| Guanacaste | 34.853      | 49,30       | 32.650      | 46,18       | 1.012          | 1,43           | 1.215           | 1,72            | 327             | 0,46            | 266            | 0,38           | 191            | 0,27           | 183          | 0,26         |      |
| Heredia    | 34.476      | 51,12       | 29.789      | 44,17       | 1.939          | 2,88           | 600             | 0,89            | 264             | 0,39            | 186            | 0,28           | 111            | 0,16           | 73           | 0,11         |      |
| Limón      | 19.161      | 49,92       | 14.704      | 38,31       | 2.263          | 5,90           | 1.411           | 3,68            | 272             | 0,71            | 263            | 0,69           | 171            | 0,45           | 135          | 0,35         |      |
| Puntarenas | 36.801      | 47,95       | 32.874      | 42,84       | 3.544          | 4,62           | 2.130           | 2,78            | 467             | 0,61            | 443            | 0,58           | 238            | 0,31           | 244          | 0,32         |      |
| San José   | 177.688     | 52,10       | 144.627     | 42,41       | 9.869          | 2,89           | 4.932           | 1,45            | 1.403           | 0,41            | 1.240          | 0,36           | 764            | 0,22           | 498          | 0,15         |      |
| Total      | 419.824     | 50,51       | 364.285     | 43,83       | 22.740         | 2,74           | 13.666          | 1,64            | 3.822           | 0,46            | 3.323          | 0,40           | 1.868          | 0,22           | 1.613        | 0,19         |      |

## Asamblea Legislativa
Las elecciones legislativas de Costa Rica de 1978 se realizaron el 5 de febrero. Resultó vencedora la Coalición Unidad, constituida por los partidos Renovación Democrática, Republicano Calderonista, Unión Popular y Demócrata Cristiano, mismo que ganó la presidencia con su candidato Rodrigo Carazo, finalizando así con dos períodos concecutivos del Partido Liberación Nacional que pasa a la oposición y que por primera vez en su historia, tiene minoría en el Parlamento. La Unidad cosechó 27 diputados, seguida del PLN que consiguió 25 y que recibió una notoria disminución en votos para la papeleta legislativa comparada con la presidencial (38% mientras que su candidato presidencial Luis Alberto Monge obtuvo 43% de respaldo). La izquierda tradicional representada por la coalición Pueblo Unido, conformada por los partidos Vanguardia Popular, Socialista Costarricense y Movimiento Revolucionario del Pueblo obtuvo tres diputados, al igual que un diputado del partido maoísta Frente Popular Costarricense que había roto con el marxista-leninista Pueblo Unido. Mientras que el derechista Partido Unificación Nacional, otrora primera fuerza de oposición, se estancó en un apoyo electoral mínimo y no obtuvo escaños. En esta elección resultó elegido diputado el futuro presidente de la República Óscar Arias Sánchez.
|                                 |                                                    |           |        |         |       |
| Partido                         | Partido                                            | Votos     | %      | Escaños | +/–   |
|                                 | Coalición Unidad (CU)                              | 356,215   | 43,41  | 27      | Nuevo |
|                                 | Partido Liberación Nacional (PLN)                  | 318,904   | 38,86  | 25      | -2    |
|                                 | Coalición Pueblo Unido (PU)                        | 62,865    | 7,66   | 3       | Nuevo |
|                                 | Unificación Nacional (UN)                          | 25,824    | 3,15   | 0       | -16   |
|                                 | Frente Popular Costarricense (FPC)                 | 12,834    | 1,56   | 1       | +1    |
|                                 | Unión Republicana (UR)                             | 8,215     | 1,00   | 0       | Nuevo |
|                                 | Unión Agrícola Cartaginés (PUAC)                   | 7,887     | 0,96   | 1       | 0     |
|                                 | Partido Nacional Independiente (PNI)               | 6,673     | 0,81   | 0       | -6    |
|                                 | Partido Independiente (PI)                         | 5,774     | 0,70   | 0       | Nuevo |
|                                 | Organización Socialista de los Trabajadores (POST) | 4,059     | 0,49   | 0       | Nuevo |
|                                 | Partido Demócrata (PD)                             | 3,083     | 0,38   | 0       | -1    |
|                                 | Partido Auténtico Limonense (PAL)                  | 2,954     | 0,36   | 0       | Nuevo |
|                                 | Partido Concordia Costarricense (PCC)              | 2,542     | 0,31   | 0       | 0     |
|                                 | Partido Auténtico Puntarenense (PAP)               | 1,729     | 0,21   | 0       | Nuevo |
|                                 | Partido Laborista Nacional (PLN)                   | 1,002     | 0,12   | 0       | Nuevo |
|                                 |                                                    |           |        |         |       |
| Votos válidos                   | Votos válidos                                      | 820.560   | 95,43  | –       | –     |
| Votos en blanco                 | Votos en blanco                                    | 13.597    | 1,58   | –       | –     |
| Votos nulos                     | Votos nulos                                        | 25.731    | 2,99   | –       | –     |
| Total                           | Total                                              | 859,888   | 100,00 | 57      | 0     |
| Registrados/Participación       | Registrados/Participación                          | 1,058,455 | 81,24  | +1,37   | +1,37 |
| Source: TSE; Election Resources |                                                    |           |        |         |       |

### Por provincia
| Provincia  | Coalición Unidad | Coalición Unidad | Liberación Nacional | Liberación Nacional | Pueblo Unido | Pueblo Unido | Unión Nacional | Unión Nacional | Frente Popular | Frente Popular | Unión Republicana | Unión Republicana | Nacional Independiente | Nacional Independiente | Independiente | Independiente | Socialista de los Trabajadores | Socialista de los Trabajadores | Demócrata | Demócrata | Otros | Otros |   |
| Provincia  | %                | #                | %                   | #                   | %            | #            | %              | #              | %              | #              | %                 | #                 | %                      | #                      | %             | #             | %                              | #                              | %         | #         | %     | #     |   |
| ---------- | ---------------- | ---------------- | ------------------- | ------------------- | ------------ | ------------ | -------------- | -------------- | -------------- | -------------- | ----------------- | ----------------- | ---------------------- | ---------------------- | ------------- | ------------- | ------------------------------ | ------------------------------ | --------- | --------- | ----- | ----- | - |
| Provincia  | San José         | 44.6             | 10                  | 36.9                | 8            | 9.3          | 2              | 2.1            | 0              | 3.1            | 1                 | 0.8               | 0                      | 0.5                    | 0             | 0.7           | 0                              | 1.2                            | 0         | 0.4       | 0     | 0.3   | 0 |
| Alajuela   | 46.2             | 5                | 42.8                | 5                   | 4.2          | 0            | 4.3            | 0              | -              | -              | 1.0               | 0                 | 0.8                    | 0                      | 0.7           | 0             | 0.5                            | 0                              | 0.4       | 0         | 1.2   | 0     |   |
| Cartago    | 36.7             | 2                | 39.2                | 3                   | 5.6          | 0            | 3.5            | 0              | -              | -              | 1.9               | 0                 | 1.3                    | 0                      | 1.1           | 0             | -                              | -                              | 0.6       | 0         | 10.1  | 1     |   |
| Heredia    | 44.7             | 2                | 40.5                | 2                   | 9.5          | 0            | 2.2            | 0              | -              | -              | 0.5               | 0                 | 0.7                    | 0                      | 0.7           | 0             | -                              | -                              | 0.2       | 0         | 1.0   | 0     |   |
| Puntarenas | 39.7             | 3                | 38.3                | 3                   | 8.9          | 1            | 4.3            | 0              | 3.0            | 0              | 1.2               | 0                 | 1.0                    | 0                      | 0.9           | 0             | -                              | -                              | 0.4       | 0         | 2.3   | 0     |   |
| Limón      | 38.7             | 2                | 30.3                | 2                   | 12.0         | 0            | 4.5            | 0              | -              | -              | 2.1               | 0                 | 3.2                    | 0                      | 0.9           | 0             | -                              | -                              | 0.5       | 0         | 7.8   | 0     |   |
| Guanacaste | 45.5             | 3                | 43.0                | 2                   | 4.2          | 0            | 4.1            | 0              | -              | -              | 1.3               | 0                 | 0.7                    | 0                      | 0.6           | 0             | -                              | -                              | 0.3       | 0         | 0.2   | 0     |   |
| Total      | 43.4             | 27               | 38.9                | 25                  | 7.7          | 3            | 3.1            | 0              | 1.6            | 1              | 1.0               | 0                 | 0.8                    | 0                      | 0.7           | 0             | 0.4                            | 0                              | 0.4       | 0         | 2.0   | 0     |   |

## Concejos municipales
| Partidos                  | Partidos                                           | Votos     | %      | ±      | Regidores | Regidores | Síndicos | Síndicos |
| Partidos                  | Partidos                                           | Votos     | %      | ±      | Total     | +/-       | Total    | +/-      |
| ------------------------- | -------------------------------------------------- | --------- | ------ | ------ | --------- | --------- | -------- | -------- |
|                           | Coalición Unidad (CU)                              | 365,902   | 44.62  | Nuevo  | 230       | Nuevo     | 228      | Nuevo    |
|                           | Partido Liberación Nacional (PLN)                  | 328,009   | 40.00  | -2.44  | 213       | -12       | 177      | -173     |
|                           | Coalición Pueblo Unido (PU)                        | 52,707    | 6.43   | Nuevo  | 23        | Nuevo     | 0        | Nuevo    |
|                           | Unificación Nacional (UN)                          | 29,598    | 3.61   | -22.69 | 4         | -146      | 0        | -37      |
|                           | Frente Popular Costarricense (FPC)                 | 10,153    | 1.24   | +1.00  | 1         | +1        | 0        | 0        |
|                           | Unión Republicana (UR)                             | 10,005    | 1.22   | Nuevo  | 0         | Nuevo     | 0        | Nuevo    |
|                           | Partido Nacional Independiente (PNI)               | 7,623     | 0.93   | -9.31  | 0         | -48       | 0        | -2       |
|                           | Partido Independiente (PI)                         | 3,726     | 0.45   | +0.29  | 1         | +1        | 1        | +1       |
|                           | Demócrata del Pueblo (PDP)                         | 2,254     | 0.27   | Nuevo  | 0         | Nuevo     | 0        | Nuevo    |
|                           | Auténtico Puntarenense (PAP)                       | 2,207     | 0.27   | Nuevo  | 1         | Nuevo     | 0        | Nuevo    |
|                           | Alianza Desamparadeña (PAD)                        | 2,062     | 0.25   | Nuevo  | 1         | Nuevo     | 0        | Nuevo    |
|                           | Partido Auténtico Limonense (PAL)                  | 2,008     | 0.24   | Nuevo  | 1         | Nuevo     | 0        | Nuevo    |
|                           | Partido Concordia Costarricense (PCC)              | 1,705     | 0.21   | Nuevo  | 0         | Nuevo     | 0        | Nuevo    |
|                           | Partido Obreros y Campesinos (POC)                 | 1,104     | 0.13   | Nuevo  | 1         | Nuevo     | 0        | Nuevo    |
|                           | Partido Demócrata (PD)                             | 568       | 0.07   | -0.30  | 0         | 0         | 0        | 0        |
|                           | Organización Socialista de los Trabajadores (POST) | 461       | 0.06   | Nuevo  | 0         | Nuevo     | 0        | Nuevo    |
|                           |                                                    |           |        |        |           |           |          |          |
| Votos válidos             | Votos válidos                                      | 820.092   | 95,36  |        |           |           |          |          |
| Votos en blanco           | Votos en blanco                                    | 16.964    | 1,97   |        |           |           |          |          |
| Votos nulos               | Votos nulos                                        | 22.945    | 2,67   |        |           |           |          |          |
| Total                     | Total                                              | 860.001   | 100,00 | -      | 476       | +9        | 406      | +16      |
| Registrados/Participación | Registrados/Participación                          | 1.058.445 | 81,25  |        |           |           |          |          |
|                           |                                                    |           |        |        |           |           |          |          |
| Fuente                    |                                                    |           |        |        |           |           |          |          |